# Псезуапсе
Псезуапсе́ (адиг. Псышӏопэпс) — річка в Лазарєвському районі міста Сочі Краснодарського краю Російської Федерації. Четверта за довжиною річка на території міста, довжина якої складає 39 км, а площа водозбірного басейну — 290 км2.

## Етимологія
Етимологія назви річки має кілька трактувань. За найбільш визнаною версією назва річки перекладається з адигейської мови як «світла вода» або «добра вода». За іншими даними, назва перекладається як «річка з хорошою водою». Також існує припущення, що в основі гідроніма лежить адигейське слово «Псидиупс» — «річка п'явок».

## Головні притоки

### Ліворуч
- Хаджуко
- Бабучек

### Праворуч
- Алхасе
- Бжижу
- Хекуай